# Athlītikī Enōsī Kīfisias
L'Athlītikī Enōsī Kīfisias (in greco Αθλητική Ένωση Κηφισιάς?), meglio noto come Kīfisias, è una società calcistica greca con sede nella città di Kifisià. Milita nella Souper Ligka Ellada 2, la seconda divisione del campionato greco.
Gioca le sue partite interne al Georgios Kamaras Stadium.

## Storia
La squadra è stata fondata nel 2012, a seguito della fusione dell’AO Elpidoforou con l’APO Kifisià per far si che Kifisià abbia un club competitivo che partecipi alle categorie nazionali.
Nella sua prima stagione 2012-2013 come club di nuova formazione, ha partecipato al 8º gruppo della Delta Ethniki, dove è arrivato al 2º posto dietro all’Egaleo, e ha guadagnato la promozione in terza divisione. Ha anche vinto la Coppa EPSA 2012-2013 battendo l’Egaleo.
Nella stagione 2013-2014, il Kifisias ha partecipato alla Terza Divisione nel 6º gruppo, dove si è piazzato 2° sfiorando la promozione dietro all’AEK Atene. Nella stagione 2014-2015 ha ottenuto il medesimo risultato dietro al Kissamikos, mentre nello stesso anno ha raggiunto le semifinali della Coppa di Grecia perdendo contro l’Ethnikos Pireo.
Nella stagione 2015-2016 la partecipazione al 4º gruppo è stata essenzialmente la sua prima stagione a rischio retrocessione dopo aver terminato un posto sopra la zona retrocessione, in particolare al 9º posto sull’Asteras Varis.
Nella stagione 2016-17 ha rischiato ancora di più rispetto all'anno precedente, dopo aver terminato 3 punti sopra la zona retrocessione, ma allo stesso tempo ha raggiunto nuovamente la semifinale della coppa, dove è stata eliminata dall'Achaiki.
La retrocessione, tuttavia, è arrivata nella stagione 2017-2018 che si è conclusa al 9º posto a 5 punti dalla salvezza, nel 4º gruppo, quando è stata retrocessa matematicamente alla penultima giornata dopo la sconfitta in trasferta contro l’OF Ierapetra.
Nonostante la retrocessione, nella stessa stagione, il Kifisià vinse ancora una volta la coppa EPSA, battendo questa volta l’Agia Paraskevi.
Nella stagione successiva, nel 2018-2019 vince con facilità la EPSA A1, prima divisione dei campionati locali, con una sola sconfitta in 30 partite e fa così ritorno nelle categorie nazionali.
La stagione successiva, nella Gamma Ethniki, ha chiuso il campionato con 4º posto del 5 ° gruppo.
L'ascesa che il Kifisias stava provando nell'ultimo decennio è stata raggiunta nella stagione 2020-2021, dove con 12 vittorie e una sola sconfitta ha conquistato il primo posto del 7º gruppo. Di conseguenza si è qualificata per lo spareggio promozione per la Souper Ligka Ellada 2, dove ha ottenuto il punteggio pieno con 4 su 4 vittorie contro Panionios, Zakynthos, Thyella Rafina e Irodotos con 0 gol subiti e raggiunto per la prima volta nella sua storia il secondo livello della lega nazionale di calcio della Grecia.

### Categorie professionistiche
La prima partecipazione nelle categorie professionali ha avuto ottimi risultati. In Coppa, eliminando l’Apollon Smyrnis di Souper Ligka Ellada, si è qualificato per gli ottavi di finale, ha perso in complesso 5-1 ottenendo, però, un ottimo pareggio 1-1 al ritorno. In campionato, ha ottenuto il 6º posto in un gruppo di 17 squadre.

### Promozione in prima divisione
Nella stagione 2022-2023, il Kifisias ha finito al primo posto del gruppo sud della Super League 2 ed è stata promossa in Souper Ligka Ellada per la prima volta nella sua storia, dopo aver ottenuto il primo posto l'11 giugno 2023 dopo un pareggio per 1-1 contro il Kalamata.

## Palmarès

### Competizioni nazionali
- Souper Ligka Ellada 2: 2

2022-2023, 2024-2025 (gruppo B)

## Tifoseria e rivalità
Il Kifisias ha un numero relativamente piccolo di sostenitori che provengono principalmente dalla periferia settentrionale di Atene. Ci sono diversi gruppi di tifosi del club che partecipano attivamente alle partite e offrono il loro sostegno al club.
La principale associazione di tifosi della squadra è "Kifisià Ultras" ma anche il "Kifisià Fans Association" è popolare. La squadra è supportata da sostenitori provenienti da Kato Kifisià, Nea Kifisià, Nea Eritrea ed Ekali. La maggior parte dei tifosi provengono dall'associazione "Jokers" di Nea Kifisià, dai tifosi del vecchio AO Elpidoforou, ma anche da altre società locali. I tifosi del Kifisias hanno stretti contatti con altri gruppi della periferia nord come "Porta 3" di Drosia e "Raptors" di Nea Eritrea.
I principali rivali sono, invece, l’Athens Kallithea, l’Egaleo, il Fostiras, l’Apollon Smyrnis, il Proodeftiki e altri club in Attica, mentre i principali rivali dei tifosi provengono dalle zone di Pefki, Amarousio, Kolonos, Irakleio ed Eleusi.

## Rosa 2024-2025
Aggiornata al 1° novembre 2024
| N. |                                 | Ruolo | Calciatore                    |
| -- | ------------------------------- | ----- | ----------------------------- |
| 1  | Islanda (bandiera)              | P     | Ögmundur Kristinsson          |
| 4  | Spagna (bandiera)               | D     | Alberto Botía                 |
| 6  | Grecia (bandiera)               | C     | Antonis Papasavvas (capitano) |
| 7  | Grecia (bandiera)               | C     | Panagiotis Pritsas            |
| 10 | Grecia (bandiera)               | A     | Andrews Tetteh                |
| 11 | Argentina (bandiera)            | C     | Javier Mendoza                |
| 18 | Grecia (bandiera)               | D     | Alexandros Parras             |
| 25 | Bosnia ed Erzegovina (bandiera) | D     | Ivan Miličević                |

| N. |                      | Ruolo | Calciatore                 |
| -- | -------------------- | ----- | -------------------------- |
| 27 | Argentina (bandiera) | C     | Facundo Soloa              |
| 28 | Grecia (bandiera)    | D     | Vasilios Spinos            |
| 43 | Grecia (bandiera)    | P     | Giannis Nikopolidis        |
| 60 | Grecia (bandiera)    | C     | Georgios Konstantakopoulos |
| 73 | Grecia (bandiera)    | P     | Theodoros Antonopoulos     |
| 77 | Grecia (bandiera)    | D     | Manolis Smpokos            |
| 99 | Grecia (bandiera)    | P     | Alexandros Anagnostopoulos |